# Tyrannochthonius laevis
Espèce
Tyrannochthonius laevis est une espèce de pseudoscorpions de la famille des Chthoniidae.

## Distribution
Cette espèce est endémique du Kimberley en Australie-Occidentale,.

## Publication originale
- Beier, 1966 : On the Pseudoscorpionidea of Australia. Australian Journal of Zoology, vol. 14, p. 275-303.